# 工部侍郎
工部侍郎，中國古代官名，雅稱小司空、冬官侍郎、冬官之貳、共工之貳。
工部是六部其中之一，管辖国家建设事务，类似现在的水利部和建设部，而侍郎即现在的副部长职务(尚书类似部长，侍郎类似副部长)。

## 沿革
此职在隋朝時，工部下属工部司（另有屯田司、虞部司、水部司三司）的主管，掌营建之政令与工部庶务。唐朝工部司的主管改为工部郎中，工部侍郎成为工部的副官。唐高宗时一度改称司平少常伯，至後代仍為常職。明朝设左右二人，清代设满左侍郎、满右侍郎、汉左侍郎、汉右侍郎，共四人。

## 工部侍郎名人

### 唐朝
高祖
温大雅
太宗
元务真
薛献
卢义恭
李弘节
温无隐
高宗
丘行淹
王俨
皇甫公义
卢昶
李义琛
杨崇敬
屈突伦
元令表
裴怀节
武后
狄仁杰
裴行本
朱敬则
中宗
朱敬则
李思冲
刘宪
张说
郑越客
杜从则
睿宗
徐彦伯
李适
卢藏用
玄宗
卢藏用
苏颋
姜晞
桓臣范
萧元嘉
卢从愿
吕延祚
陈宪
王珣
李元纮
贺知章
韩休
许景先
张九龄
陈希烈
徐安贞
吕向
萧华
郭虚己
韦见素
严挺之
韦述
肃宗
李遵
休烈
李之芳
王缙
代宗
李进
李栖筠
赵纵
徐浩
蒋涣
刘希逸
崔侁
德宗
蒋镇
刘太真
张彧
薛季连
郑余庆
赵植
崔淙
张荐
宪宗
张弘靖
归登
任迪简
郭钧
裴澡
王涯
孟简
程异
张又新
薛放
穆宗
薛放
丁公著
元稹
郑权
许季同
钱徽
敬宗
张惟素
敖
郑覃
卢元辅
王璠
徐晦
文宗
独孤朗
丁公著
庾敬休
崔琯
冯宿
李固言
杨汝士
崔郸
杨虞卿
崔侑
归融
陈夷行
柳公权
武宗
柳公权
周墀
李让夷
李回
封敖
卢弘正
宣宗
卢弘正
封敖
裴谂
庾简休
陆审傅
郑薰
韦澳
郑处诲
卫洙
懿宗
皇甫珪
杨知温
高璩
李从晦
杨严
独孤霖
裴璩
刘允章
郑言
张裼
韦蟾
郑延休
僖宗
郑延休
李景温
崔朗
杨知至
杨授
郑绍业
裴澈
萧遘
张祎
秦韬玉
昭宗
卢知猷
陆某
王抟
柳逊
韦贻范
苏检
昭宣帝
孔绩

### 宋朝
- 张齐贤
- 陈希亮
- 米友仁
- 袁枢

### 明朝
- 盛应期
- 劉宗周
- 嚴世蕃

### 清朝
- 南懷仁
- 肃顺
- 徐用仪
- 世续